# Actia ciligera
Actia ciligera là một loài ruồi trong họ Tachinidae.